# Mariborska koča
Mariborskie schronisko (słoweń. Mariborska koča) – schronisko turystyczne na Pohorju w Słowenii. Leży na małym płaskowyżu na południowej stronie Pohorja pod Reškim vrhem (1142 m) i Ledinekovym koglem (1182 m). Zostało wybudowane w 1911, a podczas II wojny światowej zostało spalone. Zarządza nim PD (Towarzystwo Górskie) Matica Maribor, ma 16 łóżek i 30 prycz wspólnych.

## Dostęp
- Drogą regionalną Hoče – Areh, od której osbija w prawo droga na Bolfenk
- 3h: Kolej gondolowa Maribor – Bolfenk (Słoweńskim Szlakiem Górskim przez Poštelę i Bolfenk)

## Szlaki turystyczne
- ½h : Mariborska wieża widokowa (1147 m)
- ¾h : Bolfenk (1044 m)
- 1h : Ruškie schronisko koło Areha (1246m)